# Petra Schelm
Petra Schelm (Hamburg, 1950. augusztus 16. – Hamburg, 1971. július 15.) a nyugatnémet Vörös Hadsereg Frakció szélsőbaloldali terroristaszervezet tagja volt.
Barátjával, Manfred Grashoffal együtt csatlakozott a szervezethez. 1970 májusában szélsőséges palesztinoktól fegyveres kiképzést kapott Jordániában.
1971. július 15-én egy másik RAF-taggal, Werner Hoppéval Hamburgban autózott, amikor belefutottak egy rendőrségi ellenőrzésbe. Schelm felgyorsította a BMW-t, és áthajtott a rendőrök között, akik üldözni kezdték, majd leszorították az útról. Hoppe és Schelm különböző irányokba futott, a férfit egy rendőrhelikopter követte, és hamarosan letartóztatták. Schelm nem adta meg magát, hanem rálőtt egy rendőrre, aki viszonozta a tüzet. A nő a helyszínen meghalt. A holttestről készített fényképfelvételen jól látszik, hogy a lövedék a szemén keresztül fúródott a koponyájába. Spandauban temették el. A RAF megtorlásra szólított fel. Temetésén fiatalok vörös zászlót terítettek a sírjára, amelyet később a rendőrök eltávolítottak.